# Bataille de Pentemíli
Invasion turque de Chypre
Pentemíli (grec moderne : Πεντεμίλι), ou Pénte Míli (Πέντε Μίλι, « cinq mille »), est la plage chypriote où les troupes débarquent pour la première fois le matin du 20 juillet 1974 lors de l'invasion turque de Chypre. Elle est située à 5 miles (8 km) à l'ouest de Kyrenia, d'où son nom. Pendant 3 jours (20-22 juillet 1974), de violents combats se déroulent autour de la tête de pont entre les forces turques et les forces chypriotes grecs.

## 20 juillet

### Le débarquement

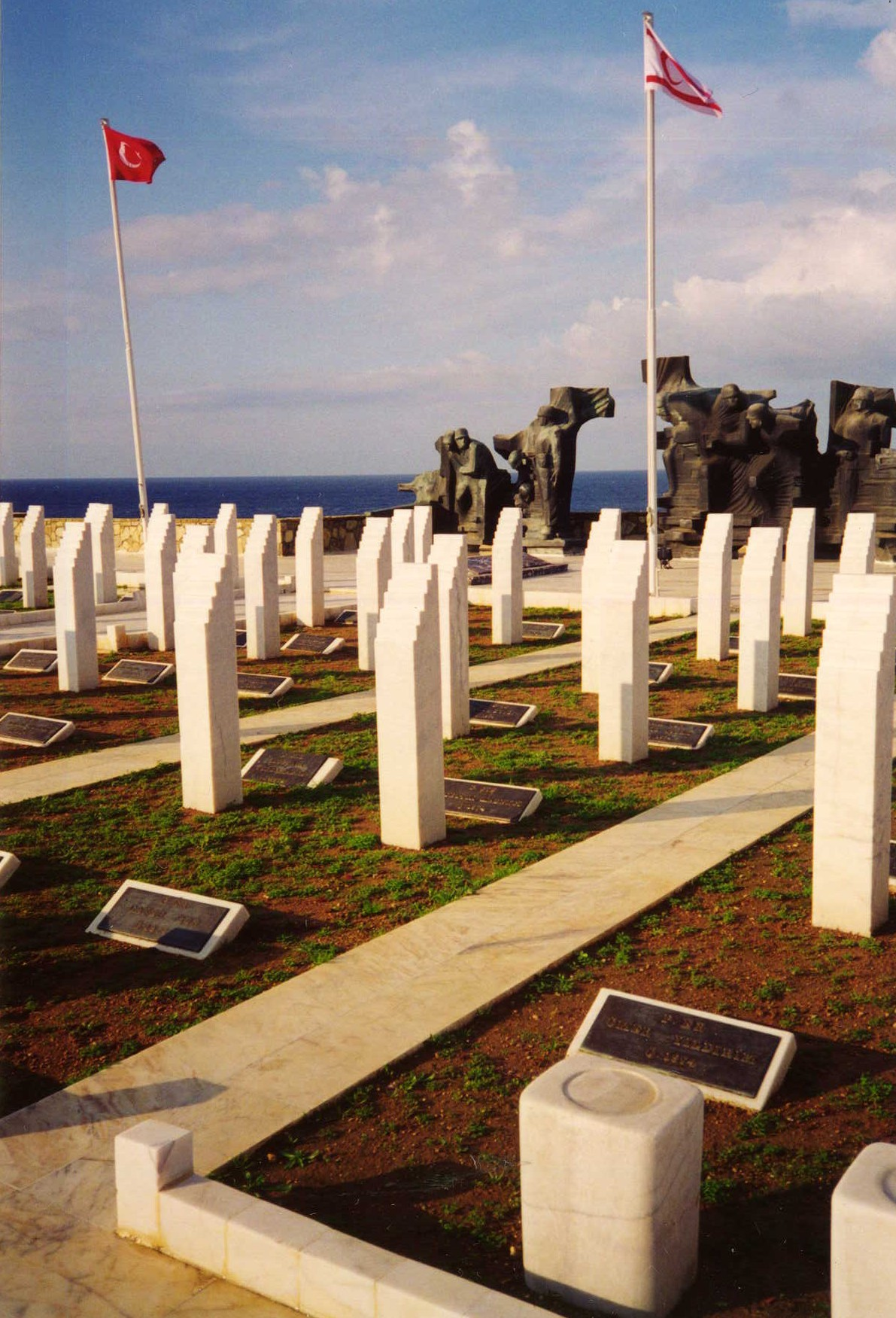
Monuments

La force opérationnelle turque appareille du port de Mersin à 11 h 30 le 19 juillet. Vers 5 h 0 le 20 juillet, la flotte atteint la côte nord de Chypre. Elle manque initialement la plage désignée de Pentemíli et s'approche de la plage rocheuse inappropriée de Glykiotissa, à 3 km à l'ouest de Kyrenia. L'heure prévue pour le début du débarquement est 5 h 30, mais en raison de cette erreur, le débarquement des premières embarcations a lieu à 7 h 45. Le débarquement se termine vers 13 h 0.
La force débarquée est la brigade de marines d'infanterie « Çakmak », composée de quatre bataillons avec une force nominale de 3 500 hommes, 12 obusiers M101 de 105 mm et 20 véhicules blindés de transport de troupes M113. La force opérationnelle transporte également 15 chars M47 Patton sur les ponts du LST Ertugrul (L401), mais ceux-ci ne peuvent pas débarquer, car la petite taille de la plage ne permet pas à l'Ertugrul de s'approcher. Une unité de la taille d'une compagnie est également transportée par hélicoptère vers les collines au sud de la route. Un total d'environ 3 000 hommes est débarqué sur la tête de pont de Pentemíli ce jour-là.
Deux vedettes torpilleurs de la Marine chypriote sont envoyées pour intercepter la flottille turque approchante, mais sont détruites par le soutien aérien turc. Le débarquement lui-même se fait sans tir, car il n'y a pas d'unités de la Garde nationale chypriote dans la région. L'objectif des forces débarquées est la ville portuaire de Kyrenia, à environ 8 km à l'est de la plage. Les forces turques, immédiatement après le débarquement, commencent à étendre la tête de pont pour lui donner une profondeur de sécurité.

### Résistance chypriote grecque au débarquement initial
L'événement d'un tel débarquement est prévu dans le plan « Aphroditi 1973 » de la Garde nationale chypriote. La réalisation de ce plan est donc ordonnée par le Haut Commandement de la Garde nationale (GEEF) à 7 h 0.
L'unité la plus proche de la plage est le 251e bataillon d'infanterie actif sous le commandement du lieutenant-colonel Pavlos Kouroupis. La 1re compagnie et la compagnie de soutien prennent position face à la tête de pont turque vers 9 h 30, tandis que les 2e et 3e compagnies conservent leurs positions contre le village chypriote turc de Templos. Le 251e bataillon est aidé par un peloton de 5 chars T-34/85 du 23e bataillon de chars (basé à Nicosie). La 1re compagnie prend position immédiatement à l'est de la tête de pont turque, tandis que la compagnie de soutien est positionnée au sud-ouest de la tête de pont, à l'emplacement de Pikro Nero.
À 10 h 0, le bataillon reçoit l'ordre d'attaquer la tête de pont. Le déséquilibre numérique interdit tout succès sérieux, mais l'attaque semble avoir initialement surpris les unités turques et causé des pertes, mais elles sont rapidement en mesure de répondre au feu et d'arrêter toute avancée chypriote ultérieure. Ainsi, la tête de pont est limitée à environ 300 m au sud de la route et à 1−1.5 km à l'est de la plage de débarquement. Avec le déclenchement de l'échange de tirs, un certain nombre de batteries d'artillerie de la Garde nationale commencent des tirs sporadiques et généralement imprécis. Comme ces unités d'artillerie n'ont pas d'ordres, certaines d'entre elles n'agissent pas du tout, et celles qui le font le font sous la responsabilité de leurs commandants.
Vers 12 h 0, les forces turques tentent une avancée vers l'est contre le 251e bataillon, avec le soutien de leurs M113. L'attaque est repoussée et deux M113 sont détruits par les T-34/85, mais le 251e bataillon doit céder du terrain en se repliant vers l'est. Du côté ouest de la tête de pont, les forces turques avancent d'environ 1 km, ne rencontrant aucune résistance, et s'arrêtent car leur objectif se trouve à l'est.

### Mobilisation de la Garde nationale
Deux bataillons de réserve chypriotes grecs se trouvent dans la région, le 326e à Kyrenia et le 306e à Agios Georgios. Le 326e ne se mobilise pas du tout, car ses armes sont stockées au nord de Karavas, de l'autre côté de la tête de pont turque, tandis que le 306e le fait, bien que très lentement et avec une force réduite. Le Haut Commandement de la Garde nationale envoie en renfort deux bataillons de Nicosie. Comme la route de Nicosie à Kyrenia est sous le contrôle de l'enclave turque chypriote de Gönyeli, ces unités doivent suivre un itinéraire plus long via le col de Panagra, à l'ouest de la tête de pont. Ces unités sont le 281e bataillon, moins une compagnie, avec pour mission de sécuriser le col de Panagra, et le 286e bataillon d'infanterie mécanisé, renforcé de 3 T-34/85, avec l'ordre de rejoindre le village de Karavas, sur le flanc ouest de la tête de pont turque.
Les deux unités sont attaquées par la Force aérienne turque en traversant le village de Kontemenos et subissent de lourdes pertes, dont 6 APC BTR-152V1 et le commandant du 286e, qui décède plus tard de ses blessures. En conséquence, les deux unités connaissent une chute de moral et sont toutes deux ordonnées de simplement se déplacer vers le col de Panagra pour le sécuriser et se regrouper. Plus tard dans l'après-midi, une unité de la taille d'une compagnie du 286e bataillon, y compris les trois chars et un peloton antichar (équipé de canons sans recul M40, de calibre 106 mm), est ordonnée de continuer l'avance. Le reste du 281e bataillon reçoit également plus tard l'ordre de participer à une attaque nocturne prévue.
Le 316e bataillon de réserve de Morphou (à l'ouest de la tête de pont) reçoit l'ordre d'envoyer les deux premières compagnies à être mobilisées à Kyrenia, sans connaître l'existence de la tête de pont turque. En conséquence, vers 13 h 0, sa 1re compagnie est embusquée par les forces turques et subit des pertes, y compris son commandant. Réalisant que la route vers Kyrenia est coupée, le bataillon prend des positions défensives. À 9 h 0, les unités du 286e bataillon arrivent et s'unissent au 316e. Un T-34/85 est touché par le feu AT turc, lors d'un accrochage.
Vers 20 h 0, un officier d'état-major du Haut Commandement de la Garde nationale, le lieutenant-colonel Konstantinos Boufas, arrive sur le secteur ouest, essayant de coordonner les actions.
À 21 h 0, le 281e bataillon (toujours au col de Panagra) reçoit l'ordre de renforcer les unités sur le flanc ouest de la tête de pont. Il arrive vers 23 h 0. Le 281e réduit, les deux compagnies du 316e, la compagnie du 286e et les pelotons AT et de chars, en taille totale, un bataillon renforcé, est nommé « groupe de combat Boufas ». Une attaque nocturne est prévue.

### L'attaque nocturne
L'attaque contre-attaquée chypriote grecque est prévue pour commencer à 2 h 30, sans soutien d'artillerie. À 2 h 15, le commandant du 316e bataillon est grièvement blessé par des tirs de mortier turcs.
L'attaque chypriote grecque à l'ouest commence seulement avec le soutien de mortiers. Elle est menée principalement par le 286e bataillon, qui attaque à pied en formation de coin, soutenu par des tirs de mitrailleuses de ses véhicules BTR-152. Après avoir débordé les premières lignes turques et avancé sur une profondeur de 500 m, l'attaque s'arrête sous le feu intense des unités turques, qui ont organisé leurs positions défensives pendant la journée. Sur son flanc droit, le 281e bataillon ne parvient pas à déborder les premières lignes turques. Le 316e bataillon reste en réserve. Afin d'éviter l'action de la Force aérienne turque après l'aube, les unités attaquantes se replient vers leurs positions de départ.
Sur le flanc est, le 306e bataillon de réserve n'est pas encore arrivé. La 1re compagnie du 251e bataillon reçoit l'ordre d'attaquer, mais sous le feu dense turc, elle se retire rapidement vers sa position initiale. Le 306e arrive plus tard et lance sa propre attaque, qui n'aboutit pas.
Sur le flanc sud, un bataillon de réserve, créé par des réservistes en surplus (la participation des réservistes à Nicosie étant plus importante que prévu) appelé « bataillon Pantazis » (d'après le nom de son commandant), arrive sans aucune information sur la localisation de l'ennemi. À un moment donné pendant la nuit, alors qu'il marche vers le nord, ses hommes réalisent que le bataillon est entré dans les lignes turques. Après un échange de tirs, sans pertes graves, le bataillon parvient à sortir de l'embuscade turque et prend des positions défensives. Le bataillon perd au total environ 7 à 10 hommes tués et blessés, y compris son commandant, qui est touché au bras. Pendant le reste de la nuit, de nombreux réservistes se retirent vers le sud, à Nicosie. Le bataillon finit par se dissoudre,.

#### Mort du colonel Karaoglanoglu
Vers 3 h 0, le colonel turc Karaoglanoglu, commandant du 50e régiment d'infanterie de l'armée turque, est tué dans une villa, à environ 300 m à l'est de la plage de Pentemíli. La raison officielle de sa mort est le feu de mortier ou d'artillerie grec. Cependant, selon les mémoires du général Bedrettin Demirel (tr), les projectiles (deux sont tirés) sont des roquettes de 3,5 pouces, apparemment d'un M20 Super Bazooka. Les trous que les projectiles font, verticalement sur un mur vertical, et les indications de Demirel sur la « discipline de tir », laissent penser à un incident de tir ami. De plus, la portée maximale d'un M20 Super Bazooka est d'environ 300 m, ce qui, en tenant compte de la direction d'où vient le projectile, signifie qu'il est tiré depuis la tête de pont turque.

## 21 juillet
Le 21 juillet, peu de choses se passent autour de la tête de pont de Pentemíli. Les forces turques prennent un terrain limité à l'est vers midi. Sur le flanc sud, où aucune unité grecque n'existe, les forces turques avancent de 500 m jusqu'au pied du Pentadaktylos (ru), mais s'arrêtent en raison des incendies violents qui font rage après le bombardement de la zone par l'aviation turque.
Loin de Pentemíli, dans le port de Mersin, une deuxième vague de forces turques se prépare. Elle se compose principalement d'une compagnie de chars (17 chars) du bataillon de chars divisionnaire de la 39e et d'une compagnie d'infanterie mécanisée du 49e régiment avec des M113. Elle quitte Mersin à 13 h 30 le 21 juillet 1974, destination Pentemíli. La deuxième vague est appelée « force opérationnelle Bora ».

## 22 juillet

### Arrivée de la deuxième vague de forces turques
La force opérationnelle Bora arrive à la plage de Pentemíli à 9 h 0. Le général de division Bedrettin Demirel, commandant de la 39e division d'infanterie (en), a nommé le brigadier Hakkı Borataş (tr) commandant de la force opérationnelle Bora, tandis qu'il assume le commandement de toutes les forces turques sur la tête de pont.
À son arrivée, Demirel, qui connaît l'accord de cessez-le-feu, qui doit commencer à 17 h 0, cherche à commencer l'attaque contre Kyrenia immédiatement. Il remarque que les troupes turques de la première vague sont en mauvais état et ont un moral bas, étant sans sommeil et désorganisées, mais il insiste cependant pour que l'attaque commence dès que possible.
L'attaque, menée par la force opérationnelle Bora suivie par le 50e régiment, commence à 11 h 0.

### Changements du côté chypriote grec
Du côté chypriote grec, le Haut Commandement de la Garde nationale remarque l'incapacité du 3e Groupe tactique (responsable du secteur de Kyrenia) à coordonner ses forces et à éliminer la tête de pont turque et confie le commandement de toutes les forces grecques à l'ouest et à l'est de la tête de pont au colonel Kobokis (commandant des forces spéciales chypriotes grecques). Kobokis prévoit que le 33e bataillon de commandos réduit arrive en renfort. De plus, une compagnie du 346e bataillon d'infanterie, montée sur APC improvisés (tracteurs d'artillerie modifiés, ATS-712) et un peloton avec 4 éléments 3M6 (AT-1 Snapper) de la 120e compagnie d'armes indépendante sont envoyés en renfort.
Entre l'attaque nocturne du 20-21 juillet et la matinée du 22 juillet, la plupart des hommes du 306e bataillonn se retirent vers Kyrenia, exposant le flanc du 251e bataillon. À 9 h 0, le 33e bataillon de commandos légèrement équipé (deux compagnies avec moins de 150 hommes) arrive au village d'Agios Georgios (en), où le 306e est censé être.

### L'attaque sur Kyrenia
À 11 h 0, l'attaque turque à l'est, vers Kyrenia, commence.
Le poids de l'attaque turque tombe sur le 33e commando. Après un bref combat, au cours duquel deux chars turcs M47 sont détruits, la ligne grecque se brise vers 11 h 30. Le 33e commando reçoit l'ordre de se dissoudre et de se retirer en groupes vers Kyrenia. Les éléments des 251e et 306e bataillons sur le flanc de l'avance turque, n'ayant pas la capacité de changer l'issue de la bataille, se retirent également vers Kyrenia. Après des supplications de Kobokis envers le commandant du 241e bataillon (stationné à l'est de Kyrenia), des éléments du 241e bataillon se précipitent vers Kyrenia, essayant de monter une ligne de défense. À gauche du 241e bataillon, certains des soldats du 306e bataillon (réservistes) prennent position, tandis que les autres se rassemblent sur le terrain de football local. Trois chars turcs M47 supplémentaires sont détruits, mais finalement la position du 241e bataillon est dépassée, tandis que le commandant du 306e bataillon est capturé.
Nettoyer la ville des poches grecques restantes prend de nombreuses heures, jusqu'au matin du 23 juillet.
Pendant l'attaque, le commandant de la force Bora, Hakkı Borataş, subit une grave blessure à la jambe.
Le commandant turc, le major général Demirel, après avoir laissé environ la moitié de la force turque à Kyrenia pour nettoyer la ville des forces grecques, ordonne au reste de la force de se diriger vers le sud en direction de Bogaz, afin d'unir la tête de pont avec l'enclave de Gönyeli. Vers 17h30, les éléments blindés de la force Bora s'unissent avec les Chypriotes turcs et les parachutistes turcs à Bogaz. À 18 h 0, Demirel rencontre le commandant du 6e corps, le lieutenant-général Nurettin Ersin, qui a été parachuté dans l'enclave de Gönyeli.
Les combats continuent après le cessez-le-feu, à la fois dans la ville de Kyrenia et autour de la tête de pont.